# Imperator (schimmel)
Imperator is een geslacht van schimmels behorend tot de familie Boletaceae. De soorten in het geslacht komen voor in Europa en West-Azië. De typesoort is Imperator torosus.

## Soorten
Volgens Index Fungorum telt het geslacht vier soorten (peildatum december 2021):
| Soortnaam                                      | Auteur(s) | Publicatiejaar |
| ---------------------------------------------- | --- | -------------- |
| Imperator luteocupreus                         | (Bertéa & Estadès) Assyov, Bellanger, Bertéa, Courtec., Koller, Loizides, G. Marques, J.A. Muñoz, Oppicelli, D. Puddu, F. Rich. & P.-A. Moreau | 2015           |
| Imperator rhodopurpureus (Roodpurperen boleet) | (Smotl.) Assyov, Bellanger, Bertéa, Courtec., Koller, Loizides, G. Marques, J.A. Muñoz, Oppicelli, D. Puddu, F. Rich. & P.-A. Moreau           | 2015           |
| Imperator torosus                              | (Fr.) Assyov, Bellanger, Bertéa, Courtec., Koller, Loizides, G. Marques, J.A. Muñoz, Oppicelli, D. Puddu, F. Rich. & P.-A. Moreau              | 2015           |
| Imperator xanthocyaneus                        | (Ramain) Klofac | 2018           |